# Gregory Kunde

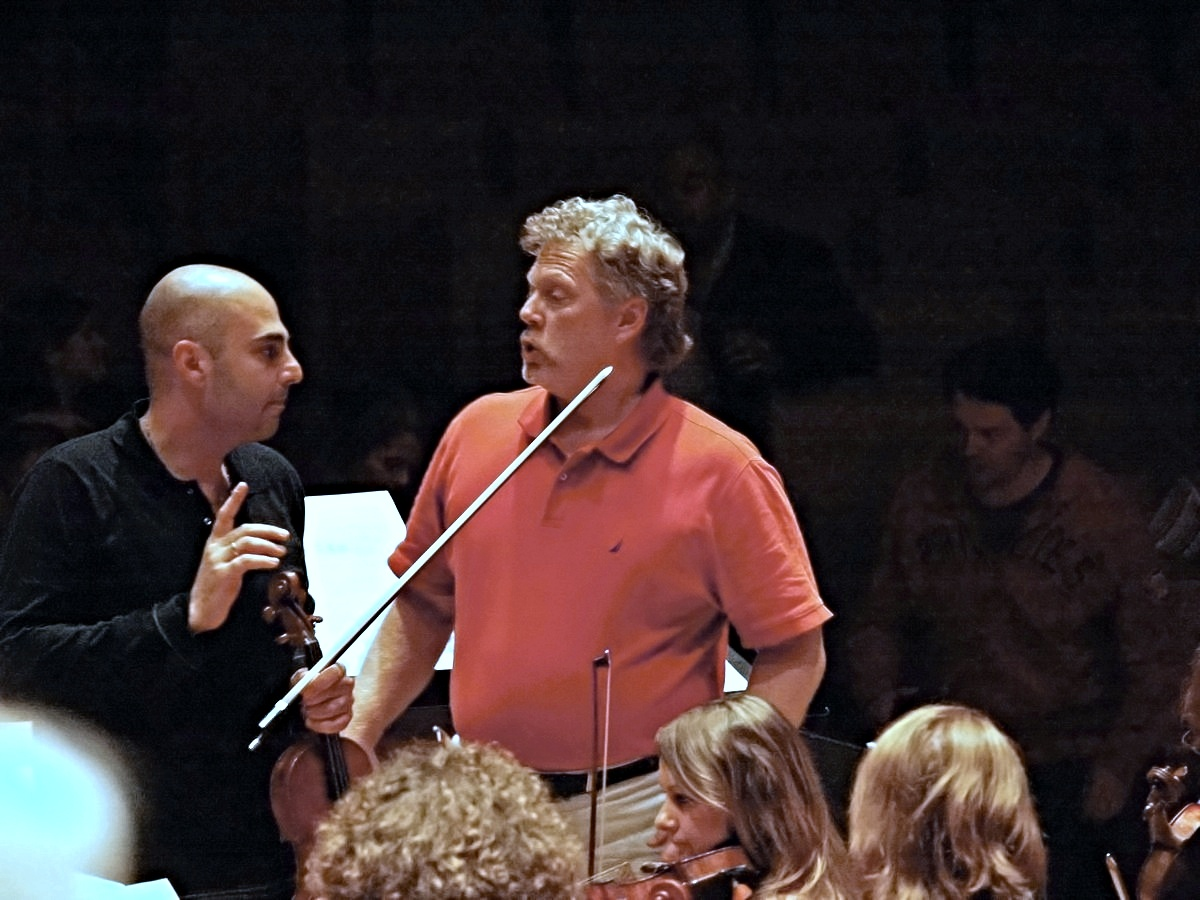
Gregory Kunde (2010)

Gregory Kunde (* 24. Februar 1954 in Kankakee, Illinois) ist ein US-amerikanischer Opernsänger (Tenor), der besonders für sein französisches und italienisches Opern-Repertoire bekannt ist.

## Leben und Wirken
Kunde studierte Chorleitung und Gesang an der Illinois State University. Sein professionelles Debüt hatte er 1978 an der Lyric Opera of Chicago als Cassio in Verdis Otello, später als Prunier in Puccinis La rondine und Vanya in  Janáčeks Káťa Kabanová. Er trat an der Opéra de Montréal als Tybalt in Charles Gounods Roméo et Juliette und als Arturo in Vincenzo Bellinis I puritani zusammen mit Luciana Serra auf, was seine Affinität zum Belcanto-Repertoire und sein beeindruckendes oberes Register offenbarte, das im Falsett das hohe F erreicht (über dem hohen C eines Tenors). Er debütierte an der Metropolitan Opera in New York City als Des Grieux in Jules Massenets Manon.
In Europa wurde er in Meyerbeers Les Huguenots, Glinkas Ein Leben für den Zaren und Donizettis Anna Bolena, beim Pesaro Festival 1992 als Idreno in Gioachino Rossinis Semiramide und 1993 als Rinaldo in Rossinis Armida (zusammen mit Renée Fleming) mit großem Beifall aufgenommen.
„Galt er zunächst als hervorragender Interpret des Belcanto-Repertoires, hat er sich in den letzten Jahren vor allem die dramatischen Partien der Werke Giuseppe Verdis erobert.“ Im November 2012 hatte er ein unerwartetes, erfolgreiches Debüt in Verdis Otello in Venedig. Otello gab er inzwischen u. a. am Teatro La Fenice in Venedig, in Valencia, Genua, Salerno, Florenz, Turin, Tokio, Osaka, Nagoya, Seoul und São Paulo, den Arrigo in I vespri siciliani und den Riccardo in Un ballo in maschera in Turin, den Radames in Aida in São Paulo und Rom sowie in Valencia den Don Alvaro in La forza del destino.
Engagements führten Gregory Kunde weltweit an bedeutende Opernhäuser, darunter zum Beispiel die Wiener Staatsoper, die Semperoper Dresden, die Deutsche Oper Berlin, die Bayerische Staatsoper, die Staatsoper Stuttgart sowie zahlreiche weitere Staatstheater und Stadttheater, das Royal Opera House,  das Teatro Real Madrid, die  Arena di Verona, das Gran Teatre del Liceu, das Teatro Comunale di Bologna, die Opéra Royal de Wallonie, die Carnegie Hall in New York City, die Houston Grand Opera, die Opéra Bastille, das Théatre du Châtelet und das Théatre des Champs Elysées in Paris, das Concertgebouw in Amsterdam und an das Sydney Opera House oder die Los Angeles Opera.
Im Laufe seiner Karriere arbeitete er mit Dirigenten und Regisseuren wie Richard Bonynge, Roberto Abbado, Riccardo Muti, Zubin Mehta, Michel Plasson, Georges Prêtre, Simon Rattle, Antonio Pappano, Charles Dutoit, Andris Nelsons, John Eliot Gardiner, Andrew Davis, Luca Ronconi, Pier Luigi Pizzi, Graham Vick und Christof Loy zusammen.

## Privates
Kunde lebt mit seiner Frau Linda und seiner Tochter Isabella in Rochester im US-Bundesstaat New York.

## Auszeichnungen
- 2016: Best Male Singer bei den International Opera Awards[7]

## Rollenrepertoire (Auswahl)
- Bellini: Arturo in I puritani
- Bellini: Pollione in Norma
- Berlioz: Titelrolle in Benvenuto Cellini
- Berlioz: Faust in La damnation de Faust
- Berlioz: Enée in Les Troyens
- Bizet: Nadir in Les pêcheurs de perles
- Britten: Titelrolle in Peter Grimes
- Britten: Kapitän Vere in Billy Budd
- Delibes: Gérald in Lakmé
- Donizetti: Lord Riccardo Percy in Anna Bolena
- Donizetti: Titelrolle in Roberto Devereux
- Donizetti: Ernesto in Don Pasquale
- Donizetti: Titelrolle in Poliuto
- Giordano: Titelrolle in Andrea Chénier
- Glinka: Bogdan Sobinin in Ein Leben für den Zaren
- Gounod: Roméo / Tybalt in Roméo et Juliette
- Janáček: Vanya in Káťa Kabanová
- Leoncavallo: Canio in Pagliacci
- Mascagni: Turiddù in Cavalleria rusticana
- Massenet: Des Grieux in Manon
- Meyerbeer: Vasco de Gama in L’Africaine
- Meyerbeer: Jean de Leyde in Le prophète
- Meyerbeer: Raoul in Les Huguenots
- Mozart: Titelrolle in Idomeneo
- Mozart: Titelrolle in Mitridate, re di Ponto
- Puccini: Renato Des Grieux in Manon Lescaut
- Puccini: Prunier in La rondine
- Puccini: Mario Cavaradossi in Tosca
- Puccini: Calaf in Turandot
- Rossini: Rinaldo in Armida
- Rossini: Pirro in Ermione
- Rossini: Dirigent in Il barbiere di Siviglia
- Rossini: Rodrigo in La donna del lago
- Rossini: Arnold in Guillaume Tell
- Rossini: Titelrolle in Otello
- Rossini: Idreno in Semiramide
- Rossini: Antenore in Zelmira
- Saint-Saëns: Samson in Samson et Dalila
- Verdi: Radames in Aida
- Verdi: Arrigo in I vespri siciliani
- Verdi: Manrico in Il trovatore
- Verdi: Don Alvaro in La forza del destino
- Verdi: Titelrolle in Don Carlos
- Verdi: Rodolfo in Luisa Miller
- Verdi: Otello / Cassio in Otello
- Verdi: Riccardo in Un ballo in maschera
- Verdi: Titelrolle in Ernani

## Diskografie (Auswahl)
- Léo Delibes: Lakmé. Mit u. a. Natalie Dessay, José van Dam, Chœur & Orchestre Du Capitole De Toulouse, Dirigent: Michel Plasson (EMI Classics)
- Hector Berlioz: Benvenuto Cellini. Mit u. a. Patrizia Ciofi, Joyce Di Donato, Orchestre National De France, Dirigent: John Nelson (Virgin Classics)
- Gioachino Rossini: Otello. Mit u. a. Carmen Romeu, Maxim Mironov, Symphony Orchestra und Chor der Opera Vlaanderen, Dirigent: Alberto Zedda (Dynamic)
- Gustav Mahler: Das Lied von der Erde. Mit Jane Henschel, Houston Symphony, Dirigent: Hans Graf (Naxos)
- In Love and War. Great Rossini Scenes for Tenor (VAI Audio)
- Vinceró (Universal; 2017)
- Vincenzo Bellini: Bianca & Fernando. Mit u. a. Young Ok Shin, Aurio Tomicich, Haijing Fu, Armando Caforio, Sonia Nigoghossian, Chor und Orchester des Teatro Massimo Di Catania, Dirigent: Andrea Licata. Live-Aufnahme von 1991 (Nuova Era)